# 若翰·奧達馬
若翰·奧達馬（英語：John Baptist Odama；1947年7月20日—）是天主教古盧總教區總主教。
他出生在阿魯阿區裡基-Oluko。1974年12月14日，奧達馬成為神父。他於1996年被任命為天主教內比教區主教，1999年他成为天主教古盧總教區總主教。
奧達馬是2002年至2010年間阿喬利宗教領袖和平倡議（ARLPI）主席。該組織參與建設烏干達北部的和平工作。作為該組織的領導人，奧達馬會見了约瑟夫·科尼和圣主抵抗军的其他領導人，並介入他們與烏干達政府之間的关系。ARLPI於2004年獲得庭野和平獎。奧達馬也參與了在南蘇丹雙方之間的2006年至2008年朱巴談判。
2010年他被任命为乌干达主教團主席。